# Neuontobotrys grayana
Neuontobotrys grayana là một loài thực vật có hoa trong họ Cải. Loài này được (Baehni & J.F. Macbr.) Al-Shehbaz mô tả khoa học đầu tiên năm 2006.